# ساندرین گرودا
ساندرین گرودا (فرانسوی: Sandrine Gruda‎؛ زادهٔ ۲۵ ژوئن ۱۹۸۷) بازیکن بسکتبال اهل فرانسه است.
وی در مجموع در مسابقات کشوری و بین‌المللی  برندهٔ ۱ مدال طلا، ۴ مدال نقره، ۱ مدال برنز شده‌است.